# Région des montagnes Bleues
La région des montagnes bleues se situe en Nouvelle-Galles du Sud, Australie. Elle fut ajoutée à la liste du Patrimoine mondial de l'UNESCO lors de la 24e session du comité du patrimoine mondial qui s’est tenue à Cairns (Australie) du 27 novembre au 2 décembre 2000.

## Description
Cette région est constituée de plateaux, de falaises à pic, de gorges profondes et inaccessibles, de rivières et de lacs dans un riche écosystème. Les plantes et animaux rares vivant dans cet espace naturel reflètent la diversité des formes de vie caractéristique de l’Australie.
La région des montagnes Bleues couvre 1,03 million d’hectares principalement formés de forêts d’Eucalyptus situées à une distance allant de 60 à 180 km à l'ouest de Sydney. Cette région sauvage s’étend sur une surface équivalente au tiers de la Belgique.
Le nom de ces montagnes trouve son origine dans le reflet bleu renvoyé par les montagnes vues à distance généré par les essences provenant des forêts d'eucalyptus.
La propriété est composée de sept parcs nationaux ainsi que de la célèbre réserve de conservation du karst de Jenolan. Les parcs sont les suivants : le parc national des Blue Mountains, le parc national Kanangra-Boyd, Gardens of Stone, le parc national des lacs Thirlmere, le parc national Wollemi, Yengo et le parc national de Nattai.
La région n’est pas formée de montagnes au sens conventionnel mais elle est décrite comme étant un Plateau (géographie) profondément enclavé s’élevant à moins de 100 mètres au-dessus du niveau de la mer pour atteindre jusqu’à 1300 mètres au point culminant. Des affleurements de Basalte se trouvent sur les crêtes plus élevées. Le plateau aurait permis à une grande diversité de plantes et d’animaux de survivre en offrant aux espèces un refuge contre les changements climatiques durant les récents évènements géologiques.

## Flore
La région est réputée comme étant un laboratoire naturel pour l’étude de l’évolution des eucalyptus. Quatre-vingt-onze espèces d’eucalyptus (treize pour cent du total mondial) sont présentes dans la région des montagnes Bleues.
La région permet d’étudier les différentes adaptations des eucalyptus aux environnements australiens. L’adaptation des espèces varie selon la zone : des forêts situées aux points culminants aux forêts tropicales situées en profondeur en passant par les friches des plateaux.
Outre ses eucalyptus, la région comporte également des espèces reliques d’importance mondiale. La plus célèbre de ces espèces est le Pin de Wollemi, une espèce datant de l’époque des dinosaures qui a été récemment découverte. Auparavant considérés comme étant disparus depuis des millions d’années, les quelques arbres de cette espèce encore présents ne sont observables que dans des gorges retirées et inaccessibles de la région.

## Faune
Plus de 400 différentes espèces animales vivent dans la région des montagnes bleues. Elles comprennent des espèces rares ou menacées telles que le Chat marsupial à queue tachetée, le koala, le Petaurus australis et le Potoroo à long nez ainsi que de rares espèces de reptiles et amphibiens dont la Litoria aurea et l’Eulamprus leuraensis.
Le plus grand prédateur de la région est le dingo. Ces chiens sauvages chassent le kangourou géant et d’autres proies.
La région des montagnes Bleues est identifiée par BirdLife International comme étant une Zone importante pour la conservation des oiseaux car on y trouve une grande partie des populations mondiales des espèces suivantes : l'Origma des rochers, le Miro embrasé, le Diamant à gouttelettes et le Pycnoptile compagnon. La région est également un lieu de migrations pour le Méliphage à joues d'or.

## Classement de l'UNESCO
La région des montagnes Bleues fut inscrite à l’unanimité sur la liste du patrimoine mondial de l'UNESCO le 29 novembre 2000. Elle est ainsi devenue la quatrième région de la Nouvelle-Galles du Sud à y être inscrite. La région s’étend sur 1,03 million d’hectares et regroupe 8 zones protégées.
Voici la raison pour laquelle le site a été choisi par l’Unesco :

« Critères (ii) et (iv) : La végétation d’eucalyptus d’Australie mérite d’être reconnue pour sa valeur universelle exceptionnelle en raison de ses facultés d’adaptation et de son évolution dans l’isolement post-Gondwana. Le site contient une représentation large et équilibrée d’habitats à eucalyptus comprenant des formations sclérophylles humides et sèches, des landes à mallee, ainsi que des marais, des zones humides et des prairies localisés. La région des montagnes Bleues compte 90 taxons d’eucalyptus (13 % du total mondial) et les quatre groupes d’eucalyptus y sont représentés. On relève également un niveau d’endémisme élevé avec 114 taxons endémiques recensés dans la région, ainsi que 120 taxons végétaux rares et menacés à l’échelon national. Le site possède plusieurs espèces reliques en évolution (Wollemia, Microstrobos, Acrophyllum) qui ont subsisté dans des microsites extrêmement restreints.
 »